# Fürleger con el cabello recogido
El retrato de la Fürleger con el cabello recogido es un óleo sobre tabla de 56,5 x 42,5 cm de Alberto Durero, de 1497 y conservado en la Gemäldegalerie de Berlín. La obra está rubricada con el conocido monograma del pintor y hace pareja con la Fürleger con el cabello suelto, en el Instituto de arte Städel de Fráncfort.

## Historia y descripción

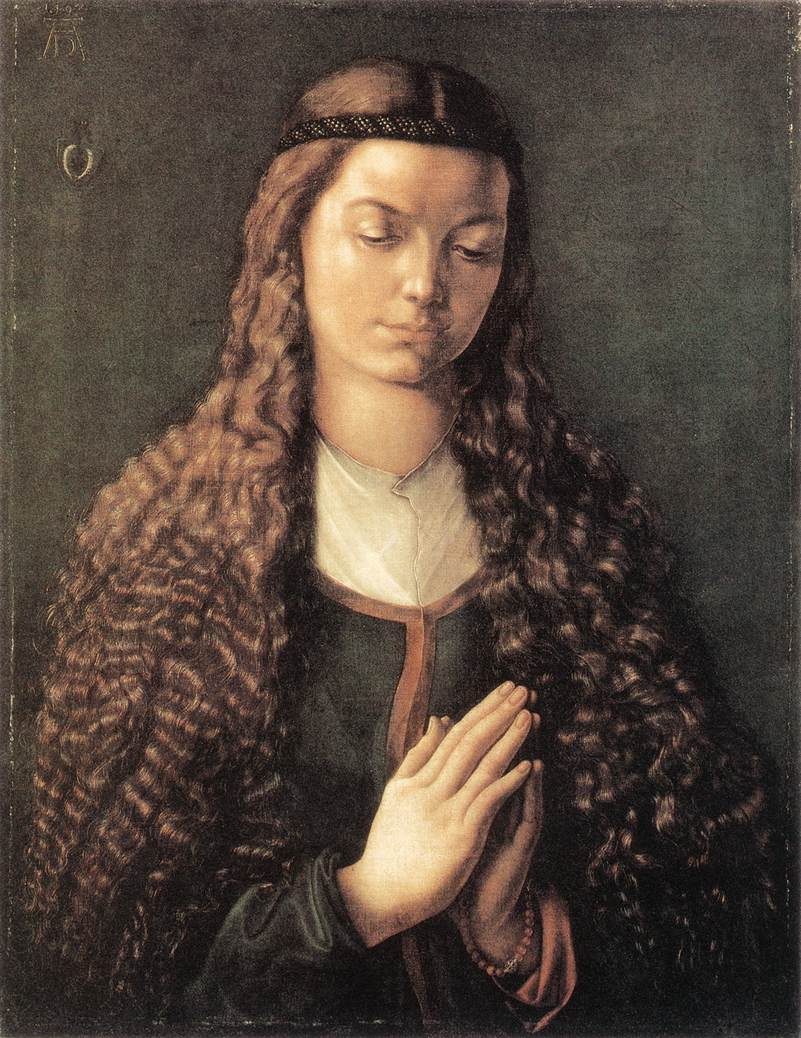
Fürleger con el cabello suelto.

Después de retratar a Federico el Sabio en 1496 Durero empezó a ser un codiciado pintor entre la aristocracia de Núremberg. En 1497 le encargaron dos retratos de las hermanas Fürleger, de tamaño similar pero probablemente no compuestos en díptico, debido a las diferencias en el fondo. Ambas fueron retratadas cerca del momento del matrimonio: una a punto de entrar como novicia en un convento y la otra a punto de convertirse en esposa. Durero logró indicar los dos destinos diferentes no solo con el distinto porte, sino también con el contraste cromático. Los dos escudos en ambos retratos caracterizan también a las dos figuras femeninas: mientras uno presenta una pequeña cruz insertada entre dos peces heráldicos, indicando así que la joven pertenece a una orden religiosa, el otro escudo presenta un lirio entre los peces, indicando que la mujer retratada forma parte de una familia de la burguesía.
La Fürleger "con los cabellos recogidos" (Katharina) aparece sentada cerca de una ventana desde la que se vislumbra un paisaje, con los brazos apoyados sobre un parapeto en la parte inferior del encuadre, a la flamenca. Sostiene en la mano una flor de cardo, símbolo de fidelidad conyugal, y muestra un rico atuendo, con un elaborado peinado con gruesas trenzas envueltas alrededor de la nuca.